# أي يوشيدا
أي يوشيدا (باليابانية: 近藤愛؛ بالكانا: こんどう あい) هي متسابقة يخت يابانية، ولدت في 5 نوفمبر 1980 في كاناغاوا في اليابان.

## وصلات خارجية
- أي يوشيدا على موقع الاتحاد الدولي للملاحة الشراعية (موقع جديد) (الإنجليزية)
- أي يوشيدا على موقع الاتحاد الدولي للملاحة الشراعية (موقع قديم) (الإنجليزية)
- أي يوشيدا على موقع اللجنة الأولمبية الدولية (الإنجليزية)
- أي يوشيدا على موقع اللجنة الأولمبية الدولية (الإنجليزية)
- أي يوشيدا على موقع أوليمبيديا (الإنجليزية)